# Delresto (Echoes)
Delresto (Echoes) – drugi singiel promocyjny czwartego albumu studyjnego amerykańskiego rapera Travisa Scotta pt. Utopia. Utwór powstał w wyniku kolaboracji z amerykańską piosenkarką Beyoncé.  

## Wydanie i kompozycja
W 2015 Travis Scoot w wywiadzie dla magazynu Complex stwierdził, że chciałby współpracować z Beyoncé, argumentując, że czuje z nią więź ze względu na wspólne pochodzenie z Houston. Ich ostateczna kolaboracja dokonała się przy utworze „Delresto (Echoes)”, który został wydany 28 lipca 2023 (w dniu opublikowania albumu) jako drugi singiel promocyjny krążka Travisa Scotta pt. Utopia. Po premierze piosenki zauważono, że okładka singla była częścią wizualizacji zawartych podczas Renaissance World Tour. Dodatkowo od 29 lipca 2023 elementy utworu były odtwarzane w czasie trasy Beyoncé w trakcie wizualizacji.  
„Delresto (Echoes)” interpretowany jest gatunkowo jako hip-hop z elementami muzyki house. Utwór zawiera sample piosenki „Warped Woods” autorstwa Mattiasa Hakulinena i Pontusa Askbrinka. Autorami tekstu singla są: Travis Scott, Allen Ritter, Beyoncé Knowles, Chauncey Hollis, Jacques Webster, James Blake, Mike Dean oraz Terius Gesteelde-Diamant; a producentem Scott. Gabriel Bras w artykule dla muzycznego portalu HotNewHipHop zauważył podobieństwo stylu i kompozycji utworu do albumu Renaissance.

## Reakcje krytyków
„Delresto (Echoes)” zebrało pozytywne recenzje, a krytycy szczególnie chwalili występ Beyoncé, która została zauważona jako artysta dominujący w utworze. Dziennikarze gazety Complex uznali współpracę z Beyoncé za „największą niespodziankę” albumu, dodatkowo uznając jej występ za jeden z najlepszych aspektów krążka. Tygodnik Billboard uznał singiel za czwartą najlepszą piosenkę albumu, chwaląc produkcje oraz łączenie hip-hopu z muzyką house. Dziennikarz Recording Academy Michael Saponara nazwał piosenkę „jednym z najgłośniejszych występów w Utopii”, chwaląc produkcję piosenki i zauważając, że „chociaż Beyoncé wykonuje większość pracy przy „Delresto (Echoes)”, werset Scotta wciąż się wyróżnia”.

## Notowania
| Notowania (2023)                                    | Najwyższa pozycja |
| --------------------------------------------------- | ----------------- |
| Australia (ARIA)                                    | 34                |
| Francja (SNEP)                                      | 38                |
| Kanada (Canada Hot 100)                             | 26                |
| Litwa (AGATA)                                       | 35                |
| Nowa Zelandia (RIANZ)                               | 30                |
| Polska (AirPlay – Top)                              | 38                |
| Stany Zjednoczone (Billboard Hot 100)               | 25                |
| Stany Zjednoczone (Billboard Hot R&B/Hip-Hop Songs) | 14                |
| Spotify (Weekly Top Songs Global)                   | 20                |
| Szwecja (Heatseeker Sverigetopplistan)              | 1                 |
| Świat (Billboard Global 200)                        | 19                |
| Wielka Brytania (OCC)                               | 45                |
| Włochy (FIMI)                                       | 63                |